# فلويد لامب
فلويد لامب (بالإنجليزية: Floyd Lamb)‏ هو سياسي أمريكي، ولد في 3 سبتمبر 1914 في ألامو في الولايات المتحدة، وتوفي بنفس المكان في 2 يونيو 2002. حزبياً، نشط في الحزب الديمقراطي.